# Stazione di Getafe Industriale
La stazione di Getafe Industriale (in spagnolo Estación de Getafe Industrial) è una stazione ferroviaria situata lungo linea Madrid-Valencia, a servizio della zona industriale del comune di Getafe, nella comunità autonoma di Madrid.

## Storia
La stazione è stata inaugurata il 9 febbraio 1851 con l'apertura della ferrovia Madrid-Aranjuez.

## Movimento
Dalla stazione di Getafe Industriale transitano i treni delle linee C-3 e C-3a della rete di Cercanías di Madrid, eserciti da Renfe Operadora.